# 盧士玫
卢士玫（8世纪—825年），出身范阳卢氏，唐朝官员。
卢士玫以知书能文被任用。他性情端厚，与世无争。开始为吏部员外郎，称职，转任吏部郎中、京兆少尹。奉宪宗园寝，刑简而效率高，时论称赞其才，权知京兆尹事。幽州刘总愿意交出兵权入朝，请用张弘靖取代自己。又请分出瀛州、莫州，用卢士玫为节度使，朝廷全都答应了。卢士玫于是授检校右常侍，充瀛、莫两州都防御观察使。
幽州兵乱，拘禁了张弘靖，裨将朱克融领军务，遣兵攻打瀛州、莫州。朝廷考虑防御使之名不足抗敌，即日任命卢士玫为检校工部尚书，充瀛莫节度使。卢士玫竭尽家财助军用，抗拒叛军好几个月。最后援军不至，瀛莫士卒家人多在幽州，于是为部下暗通朱克融之兵，致使失败。卢士玫和从事都被拘执，送到幽州，囚在宾馆。朝廷宽免朱克融之罪，卢士玫才可以回到洛阳。拜为太子宾客，留司洛阳，转任虢州刺史，再为宾客。宝历元年七月去世，赠工部尚书。

## 延伸阅读
[在维基数据编辑]
 《舊唐書/卷162》，出自刘昫《舊唐書》
 《新唐書·卷147》，出自《新唐書》